# Micrurus petersi
Micrurus petersi är en ormart som beskrevs av Roze 1967. Micrurus petersi ingår i släktet korallormar, och familjen giftsnokar. Inga underarter finns listade i Catalogue of Life.
Denna orm förekommer i sydöstra Ecuador i provinsen Morona Santiago. Arten lever i bergstrakter mellan 950 och 1400 meter över havet. Individerna vistas främst i molnskogar. Micrurus petersi har liksom andra korallormar ett giftigt bett. Honor lägger ägg.
I regionen där fynden gjordes ersattes skogen med betesmarker. Kanske finns en liten population kvar i skogar längre bort från fyndplatsen. Under en sökexpedition 2009 hittades inga individer. IUCN listar arten med kunskapsbrist (DD).